# Юстиция Австрийска
Юстиция Австрийска (на немски: Justizia von Österreich; † 30 януари между 1120/1122) от род Бабенберги, е маркграфиня от Австрия и чрез женитба графиня на Волфратсхаузен, Дийсен. Тя е баба на германската кралица Гертруда фон Зулцбах и на византийската императрица Берта фон Зулцбах.

## Живот
Тя е дъщеря на маркграф Ернст Бабенберг Австрийски „Смели“ († 1075) и първата му съпруга Аделхайд от Айленбург († 1071), дъщеря на Дедо I (II) от Майсен, маркграф на Марка Лужица, от род Ветини, и Ода от род Билунги. Баща ѝ Ернст се жени втори път през 1072 г. за Сванхилда от род Зигхардинги († 1120). Сестра е на маркграф Леополд II Красивия (1050 – 1095).
Юстиция Австрийска се омъжва за граф Ото II фон Дийсен-Волфратсхаузен († 24 април 1122) от страничната линия Волфратсхаузен на династията Андекс-Дийсен.
Юстиция Австрийска умира на 30 януари между 1120/1122 г. и е погребана в Танинг. Ото II фон Волфратсхаузен се жени втори път за бургграфиня Аделаида фон Регенсбург.

## Деца
Юстиция Австрийска и Ото II фон Дийсен-Волфратсхаузен имат децата:
- Луитполд († сл. 1100)
- Агнес, монахиня в Адмонт
- Аделхайд фон Волфратсхаузен (* ок. 1084; † 11 януари 1126), омъжена 1113 г. за граф Беренгар I фон Зулцбах (1080 – 1125), родители на
  - Гертруда фон Зулцбах († 1146), германска кралица, омъжва се пр. 1134 г. за крал Конрад III
  - Берта фон Зулцбах (1110 – 1159), византийска императрица (1146 – 1159), първа съпруга на византийския император Мануил I Комнин